# Braunscheitelpapagei
Der Braunscheitelpapagei (Psittacella picta) ist eine Vogelart aus der Gattung der Bindensittiche. Die Art kommt endemisch auf der Insel Neuguinea vor.

## Merkmale
Der Braunscheitelpapagei ist mit einer Größe ca. 19 cm und einem Gewicht von 48 bis 68 g deutlich kleiner als der Brehmpapagei, aber größer als der Olivpapagei und der Madaraszpapagei. Das Männchen hat einen blau-grauen Schnabel, der Kopf ist dunkelbraun mit einem gelben Streifen an der Seite, der anders als beim Brehmpapagei auch über den Nacken gezogen ist. Der Rücken ist grün-schwarz gebändert, die Flügel und der Bauch sind grün, die Schwanzwurzel rot, die Schwanzspitze grün.
Beim Weibchen fehlt der gelbe Kopfstreif, die Wangen sind blaugrün und die Brust ist gelb-schwarz gebändert. Die Jungtiere ähneln dem Weibchen, aber der Kopf ist ganz braun.
Die Unterart lorentzi hat blaugrüne Wangen und kein Rot an der Schwanzwurzel.

## Habitat
Zu seinem Lebensraum zählen tropische Gebirgswälder und subalpine Gebüschzonen auf einer Höhenstufe von 1500 bis 2100 m.

## Ernährung
Die Nahrung besteht aus Früchten, Samen, Beeren, Knospen und Blättern.

## Unterarten
Es werden folgende drei Unterarten beschrieben:
- P. p. lorentzi (van Oort, 1910)
- P. p. excelsa (Mayr & Gilliard, 1951)
- P. p. picta (Rothschild, 1896)